# Pharaphodius katanai
Pharaphodius katanai är en skalbaggsart som beskrevs av Renaud Maurice Adrien Paulian 1939. Pharaphodius katanai ingår i släktet Pharaphodius och familjen Aphodiidae. Inga underarter finns listade i Catalogue of Life.